# Transzcendens etűdök

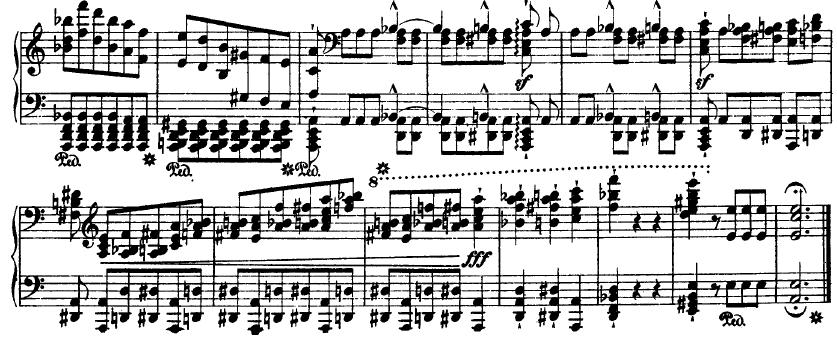
A második transzcendens etűd kottájának részlete jól szemlélteti a darab, a sorozat nehézségeit

Liszt Ferenc Transzcendens etűdök (Études d’exécution transcendante – Felsőbbrendű nehézségű gyakorlatok) című, tizenkét darabból álló zongoraetűd-sorozata 1826 és 1851 között született, és végső változata 1852-ben jelent meg nyomtatásban a Breitkopf und Härtel kiadónál. Műjegyzékszáma: S.139.

## A mű születése
A mű első változatát a 15 éves Liszt írta meg 1826-ban, Párizsban (Op. 1.). Ekkor még 48 darabos sorozatot tervezett, de csak tizenkettővel készült el. Az első változat címe: Étude en 48 exercices dans tous les tons majeurs et mineurs, azaz Etűd 48 gyakorlatban, minden dúr és moll hangnemben. A sorozat stílusán még jelentős mértékben felfedezhető Carl Czerny hatása, aki Bécsben másfél évig tanította a gyermek Lisztet, ennek ellenére már megtalálható benne az a zenei anyag, az a szerkezet, ami a majdani végleges változatban is meglesz. Hangnemi felépítése rendkívül átgondolt: tercrokonság alapján lefelé haladva jut el a C-dúrtól a b-mollig, tehát az egymás utáni dúr-moll párok a kvintkörön haladnak lefelé 6 lépést. Ezt a felépítést a végső, harmadik változat is megőrzi.
Legközelebb 1837-ben vette elő a sorozatot Liszt. Erre az késztette, hogy megismerte Paganini hegedű- és Chopin zongorajátékát. Előbbi arra döbbentette rá, hogy a zongorajátékban még rengeteg lehetőség van, a Paganini-féle virtuozitást a zongorán is meg lehet valósítani, és az új zene szolgálatába lehet állítani. Chopin játékában viszont a líraiság, a poétikus stílus ragadta meg. Liszt mindkettőt be akarta vonni saját stílusába, és amikor 1835-ben, Marie d’Agoult grófnéval Svájcba költözött, nekiláthatott zongorastílusának átalakításához. Rengeteget gyakorolt, és átdolgozta zongoraetűd-sorozatát. A darabok rendkívül komoly zongoratudást feltételező programdarabokká alakultak, bár címük még nem volt. Kihagyta az első változat Desz-dúr darabját, helyére a korábbi Esz-dúr darab Deszbe transzponált változatát helyezte, e helyett pedig írt egy új Esz-dúr etűdöt. Ez a változat már majdnem olyan, mint a végleges verzió, ám annál sokkal „vadabb”: olyan utasításokat írt hozzá, mint például Il più forte e presto possibile – a lehető legerősebben és leggyorsabban, és ezt még csak fokozta. A mű 12 Grandes études (12 nagy etűd) címen jelent meg. A Genfből Párizsba visszatérő Liszt zongorajátéka elkápráztatta a közönséget, Berlioz is elragadtatottan írt róla a Revue et Gazette Musicale című lapban: „Ez a zongorázás új magasiskolája!” Ez a magas szintű zongorázás vezette az 1837. március 31-én, a Thalberggel vívott híres zenei párbajig. Zongoratudását azonban igazában csak saját darabjain keresztül tudta megmutatni, ezért volt szüksége az etűdsorozatra (a párbajon nem ezekből játszott), amelyeket sokáig csak ő tudott eljátszani.
A ciklus végleges változatát már weimari tartózkodása alatt – ahol Liszt udvari karmester volt – készítette el, 1851-ben. Címe Études d’exécution transcendante – Felsőbbrendű nehézségű gyakorlatok lett, 1852-ben jelent meg nyomtatásban, és ajánlása gyermekkori mesterének, Carl Czernynek szólt. Az egyes darabok ebben a változatban kapták meg a többségében francia nyelvű és irodalmi ihletésű címeiket. Az irodalmi hivatkozások ellenére a darabok többnyire nem programzenék, sokkal inkább egy hangulatot jelenítenek meg.

## A zene
A Transzcendens etűdök sok mindent megőriztek az elődváltozatokból, azonban ez a sorozat letisztultabb, rendezettebb és egységesebb darabokból áll. Hamburger Klára szerint: „…a hangzáskép, a szólamvezetés vált bennük egyszerűbbé, tisztábbá, zongoraszerűbbé – hatásában ezáltal még bravúrosabbá. … mesterük egy teljes zenekar hatását és kombinációit kívánta a maga hangszerén kifejezni. […] a darabok hangnemi rendje, a metrumok, a hangulatkörök eloszlása mind tervszerű felépítésről tanúskodik.”
A darabok olyan nehezek, hogy korában csak Liszt Ferenc volt képes eljátszani, majd csak a Liszt-növendékek feltűnésével kezdték mások is játszani. Hangversenyeken a mai napig is ritkaság, hogy valaki egyvégtében eljátssza, inkább részleteket adnak elő a ciklusból. Borisz Berezovszkij 1996-ban eljátszotta Budapesten (lásd: További információk).
A tizenkét etűd:
1. Preludio. 4/4-ben írt rövid előjáték, valóban csak a nézők és az előadó bemelegítésére szolgál; külön nem is szokták játszani; a következő darabok nehézségi fokát azért jelzi.
2. Molto vivace (igen élénken). 3/4-es lüktetésű, a-mollban írt, cím nélküli darab, mintegy folytatása az előjátéknak. A különféle billentésmódokra, valamennyi ujj használatára, összességében a magas szintű hangszertudásra koncentrál.
3. Paysage (Tájkép). Victor Hugo Ódák és balladák című kötetében megjelent versére utal. 6/8-os ritmikájú, F-dúrban írt etűd, s címének megfelelően lágy dallamosságú, finom hangulatkép.
4. Mazeppa. Liszt a kozák vezér tragikus sorsát Victor Hugo és George Byron költeményeiből ismerte meg. A két zongorasorozat között már készült egy önálló változata, majd Mazeppa címmel szimfonikus költeményt is írt a témára. Ez az etűd d-mollban és 4/4-ben van megírva (ez persze az etűdben változik). Rendkívül nehéz darab, „háromkezes”-nek is szokták mondani, mert a kottaképe is háromsoros; a középső szólamot felváltva szólaltatja meg a bal és a jobb kéz. A darab egyetlen téma változatain alapul, amely a darab végén a liszti megdicsőülés hangján tér vissza. Ez a sorozat leginkább programzenei vonásokkal rendelkező darabja.
5. Feux follets (Lidércfény). A B-dúrban, 2/4-ben megírt darab sejtelmes, imbolygó fényeket idéző etűd színes billentéstechnikát és iróniát feltételez az előadótól.
6. Vision (Látomás). Victor Hugo Ódák és balladák kötetében található ilyen című költemény. Liszt a darabot g-mollban és 3/4-ben írta meg. A címe ellenére nem meditatív jellegű kompozíció, sokkal inkább súlyos, markáns anyagú zene. Érdekes a vibrante előadói utasítás (ez a jelölés vonós hangszereknél szokásos).
7. Eroica. A cím nem titkoltan Beethoven 3. szimfóniájára utal. Esz-dúr, 4/4-es zene, hősi hangulatú induló, amelynek bevezetése Liszt egy korábbi, Rossini- és Spontini-témákra írt operafantáziájából származik. Ez az etűd új a sorozatban, egyik korábbi változatban sem szerepelt.
8. Wilde Jagd (Vad hajsza). A sorozat egyetlen német nyelvű címét viselő etűdje (c-moll, 6/8). A Presto furioso felirat valóban a vad hajszára utal, a dallam egy vadászatot fest le.
9. Ricordanza (Emlékezés). Ez az etűd olasz címet visel, Asz-dúrban, 6/4-ben szól. Lírai hangulatú, dallamos zene, amolyan chopines darab. Ennek az etűdnek az alapja azonban már a gyermekkori változatban is megvolt, így Chopin hatására nem lehet gondolni.
10. Allegro agitato. Cím nélküli etűd, f-mollban, 2/4-ben. Sodró lendületű, drámai hatású zene, amelynek érdekessége a régi változatból megmaradt disperato (kétségbeesetten) utasítás. Busoni – a hangneme miatt – Appassionatának nevezte, néha említik ma is ilyen néven.
11. Harmonies du soir (Esti harmóniák). Desz-dúr, 4/4. Ez az a darab, amit az első, gyermekkori Esz-dúr változatból transzformált Deszbe Liszt, és helyezte a végső helyére. A címe Charles Baudelaire költeményére utal. Lírai, meditatív, tájfestő etűd, Liszt egyik korai preimpresszionisztikus zongoradarabja.
12. Chasse-neige (Hóvihar, Hópelyhek). Címe ellenére nem vidám zene, hanem sötét látomás a mindent elborító hóviharról, b-mollban, 6/8-ban megírva. Ez az etűd nem a liszti diadallal, megdicsőüléssel fejeződik be, hanem halkan, megnyugvással.

## Kottarészletek
Kottarészletek a tizenkét Transzcendens etűdből:

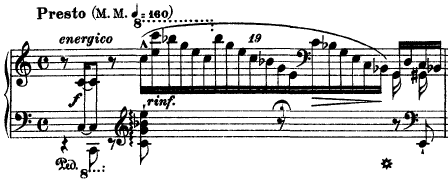
Preludio, No.1
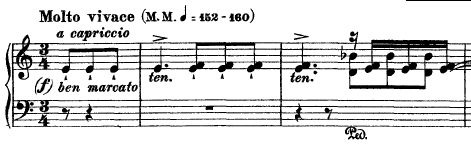
Molto Vivace, No.2
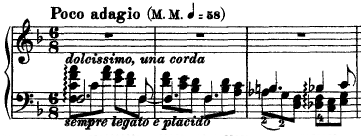
Paysage, No.3
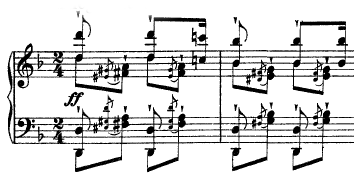
Mazeppa, No.4
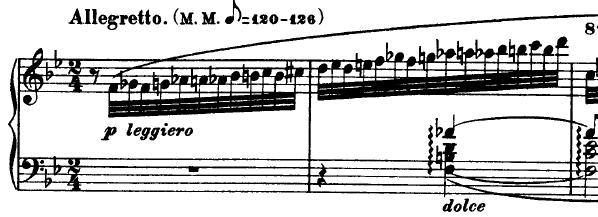
Feux follets, No.5
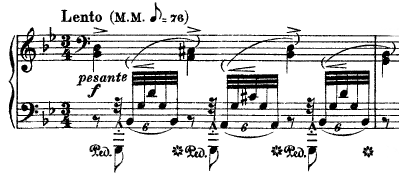
Vision, No.6
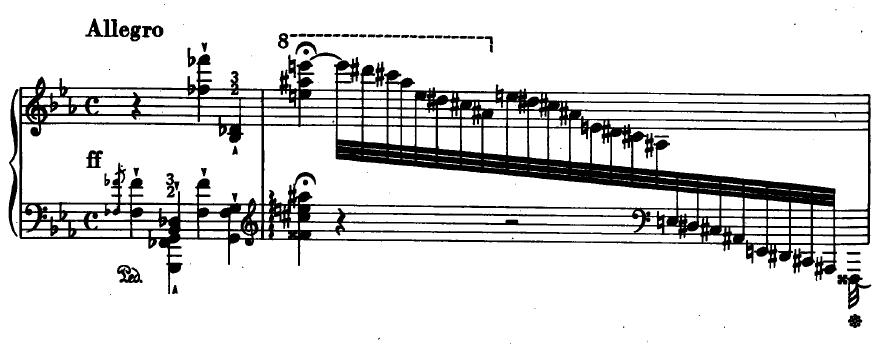
Eroica, No.7
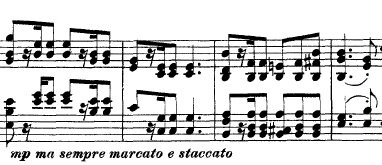
Wilde Jagd, No.8
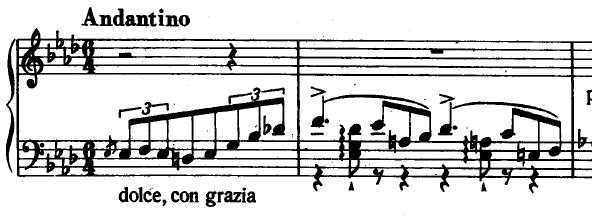
Ricordanza, No.9
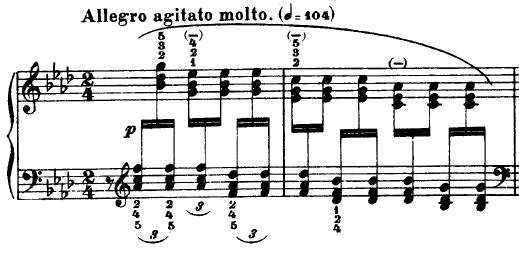
Allegro agitato, No.10
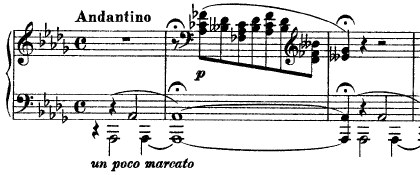
Harmonies du soir, No.11
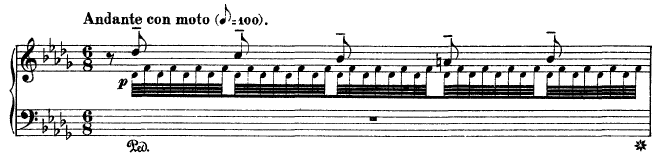
Chasse-neige, No.12

## Diszkográfia
Válogatás a Transzcendens etűdök hangfelvételeiből:
- Liszt – 12 Études d’exécution transcendante, Cziffra György, Emi Classics, 1957–1958
- Liszt – 12 Études d’exécution transcendante, Jorge Bolet, Decca, 1986
- Liszt – Transcendental Studies, The Complete Music for Solo Piano – 4, Leslie Howard, Hyperion, 1989
- Liszt: 12 Études d’exécution transcendante, Claudio Arrau, Philips, 1990
- 12 Études d’exécution transcendante, Borisz Berezovszkij, Teldec, 1996
- Russian Piano School: Lazar Berman, Vol. 8, Lazarij Berman, Melodija, 1997
- Sviatoslav Richter joue Franz Liszt, choix d’études, Szvjatoszlav Richter, Palexa, 2005
- Liszt – Intégrale de l’œuvre pour piano (vol. 2), Jandó Jenő, Naxos, 2006